# Oklahoma City Blue Devils
Los Oklahoma City Blue Devils fueron una de las territory bands más importantes de la década de 1920. Originalmente llamada Billy King's Road Show, al deshacerse esta banda en Oklahoma City en 1925, Walter Page se convirtió en su líder y cambió el nombre. De ahí, también se conoce como Walter Page's Blue Devils.
Liderada por Page, la banda incluyó a Count Basie, Abe Bolar, Eddie Durham, Jo Jones, Oran "Hot Lips" Page, Jimmy Rushing, Henry "Buster" Smith, LeRoy V."Snake" White, Claude Williams, Don Byas y Lester Young.
La banda se deshizo en 1933, y muchos de sus miembros se incorporaron en la nueva orquesta formada por Basie.

## Los Blue Devils
La bando tomó el nombre de los Blue Devils, una de las organizaciones dedicadas al peligroso trabajo de cortar y derribar las vallas de alambre por las noches durante las llamadas «guerras de las alambradas» de 1882-1883.